# 清澄如鏡之水面上！
《清澄如鏡之水面上！》是Clochette在2017年3月24日發售的戀愛冒險類型成人遊戲。

## 故事簡介
山神立貴居住的玉津江町是個背靠山地，並由現人神管理的沿海城市。玉津江町的山側由立貴的妹妹山神水緒里管理，並治理得井井有條；而海側則沒有祭祀的神明。某天立貴在水緒里所管的山上的川中救了差點溺水的女孩春崎叶，並知道叶的身分是海側的海神。之後叶希望立貴協助自己熟悉海神的工作，而立貴也希望叶能早日獨當一面而伸出援手。

## 登場角色

### 主要角色
山神立貴
作品男主角。玉津江海神學園二年級生。水緒里的哥哥，祭祀水緒里的神樂谷神社的宮司之子。
春崎（聲：步サラ）
玉津江町海側的新任海神。個性直率且認真的女孩子，後來轉入立貴的班上就讀。神名為瑞寶叶比賣命。擁有不幸體質。
山神水緒里（聲：遙空）
立貴的妹妹，神樂谷神社的二代祭神，神名為稚向津水緒里神，口頭禪是「嗯，我知道」。由於不能下山，因此養成了喜歡玩電玩和看DVD等愛好。
松房英麻（聲：花澤櫻）
立貴和水緒里的青梅竹馬，也是立貴的同班同學。會對親近的人使用暱稱。家中在玉津江町海側的街上開設和菓子店。
幡上芽以（聲：澤澤砂羽）
雷神，神名為珍魂奇魂甕津雷媛神。個性認真。在玉津江發生窮神事件時前來幫忙叶解決問題，並因此在玉津江町定居。
伊吹明日海（聲：波奈束風景）
玉津江海神學園二年級生，擁有冰山美人氣質的女孩子。父親由於發生船難而過世，所以非常討厭沒有庇護父親的神明，也因此對身為新任海神的叶相當敵視。

## 主題曲
片頭曲「BE WITH YOU」
作詞、主唱：AiRI，作曲：Yo-Hey、宮崎京一，編曲：宮崎京一
、芽以、明日海片尾曲「Hello!」
作詞：青葉祐五，作曲：Yo-Hey，編曲：宮崎京一、清水永之，主唱：AiRI
水緒里、英麻片尾曲
作詞：青葉祐五，作曲：市川舜，編曲：宮崎京一，主唱：AiRI

## 評價
《清澄如鏡之水面上！》在Getchu.com舉辦的美少女遊戲大賞2017中獲得綜合部門第13名、繪圖部門第2名、影片部門第10名、角色部門松房英麻第7名、色情部門第8名。於2017年度「萌系遊戲大賞」獲得色情系作品賞PINK，並於年間排名獲得第14名。

## 外部連結
- 清澄如鏡之水面上！遊戲官網 （页面存档备份，存于）（日語）